# Taiping (Schiff)
Die Taiping (chinesisch 太平輪, Pinyin Tàipíng Lún) war ein chinesisches Dampfschiff, das am 27. Januar 1949 auf dem Weg von Festlandchina nach Taiwan mit einem Frachtdampfer kollidierte und sank. Mit geschätzten 1000 Todesopfern (andere Schätzungen gehen von über 1500 Todesopfern aus) handelt es sich bei dieser Kollision um eines der opferreichsten Schiffsunglücke der Zivilschifffahrt.

## Schiff
Die Taiping war ein Dampfschiff von 2093 (nach anderen Angaben 2045) Tonnen Frachtkapazität.

## Geschichte
Im Zuge des chinesischen Bürgerkriegs flohen in den späten 1940ern, als sich der Sieg der Volksbefreiungsarmee über die Kuomintang abzuzeichnen begann, etwa zwei Millionen Chinesen vor den heranrückenden Kräften der Kommunistischen Partei nach Taiwan, um dem kommunistischen Regime zu entgehen.
Die Taiping war zunächst ein Frachtschiff. Ab 1948 wurde sie von der „Pacific Shipping Company“ an die „China Union Enterprise Company“ oder „Shanghai Zhonglian Enterprise Company“ verchartert. Sie wurde als eines von Dutzenden Passagierschiffen zwischen China und Taiwan eingesetzt, seit Juli 1948 hatte sie 35 Fahrten absolviert. Zuerst beförderte sie hauptsächlich Geschäftsleute, Beamte, Touristen und Menschen auf Verwandtenbesuch, aufgrund des Erfolgs der Huaihai-Offensive wurde sie jedoch zu einem Flüchtlingsschiff. Im September und Oktober 1948 wurde sie während der Liaobang-Offensive von der Kuomintang als Versorgungsschiff sowie als Transportschiff für verwundete Soldaten verwendet. Im November 1948 wurde das Schiff umgerüstet und verkehrte anschließend zweimal pro Woche zwischen Shanghai und Keelung auf Taiwan. Reeder des Schiffes war Cai Tianduo, Vater des taiwanesischen Moderators Kevin Tsai.

## Untergang
Am 26. Januar 1949 sollte die Taiping von Shanghai nach Keelung fahren, die Abfahrt wurde jedoch auf den 27. Januar, den letzten Tag des chinesischen Jahres, um 10 Uhr verschoben. Obwohl die offizielle Kapazität nur 580 Passagiere betrug, waren mehr als 1000 Flüchtlinge des Bürgerkriegs an Bord, die in die relative Sicherheit Taiwans gelangen wollten. Darunter befanden sich hauptsächlich wohlhabende Geschäftsleute, Beamte und Würdenträger. Einige bezahlten ihr Ticket mit mitgeführten Goldbarren. Viele fuhren mit dem Auto zum Hafen und ließen es am Dock stehen. 508 Passagiere hatten Bordkarten (Kinder brauchten keine), mindestens 300 waren ticketlos an Bord; ferner waren 124 Besatzungsmitglieder auf dem Schiff. Kurz nach dem Unglück sprach die Presse von schätzungsweise 1000 Toten (508 offiziell auf den Passagierlisten geführten Personen sowie mindestens 500 blinden Passagieren). Späteren Schätzungen zufolge betrug die Gesamtzahl von Passagieren und Mannschaft über 1500, andere Quellen sprechen von etwa 1000 Menschen an Bord.
Die Abfahrt der Taiping verzögerte sich erneut, da auf eine Lieferung Geld und Silber der Zentralbank der Republik China gewartet wurde. Daneben hatte sie auch 600 Tonnen Stahlstangen, über 100 Tonnen Zeitungen und Druckmaschinen, über 1000 Kartons mit Dokumenten der Zentralbank, 180 Kartons mit Materialien zur Geschichte der Kuomintang und weitere Fracht an Bord. Aufgrund der hohen und ungleichmäßig verteilten Last befand sich der Rumpf bereits in Schieflage. Erst um 18:18 Uhr legte die völlig überladene Taiping ab.
In der Nacht zum 28. Januar gab es keinen Wind, Regen oder Nebel; die Taiping fuhr aufgrund einer Ausgangssperre ohne Navigationslicht. Um 23:45 Uhr stieß sie nahe der Zhoushan-Inseln etwa zwei Seemeilen südöstlich der Insel Baijie mit dem aus Keelung kommenden kleineren Frachtschiff Jiànyuán (建元) der Yixiang Steamship Company zusammen, das 2700 Tonnen in Taiwan gekaufte Kohle und Holz transportierte. Das 1919 in Norwegen gebaute Schiff war bis 1948 unter französischer Flagge gefahren. Die Jiànyuán wurde in der Mitte getroffen und sank innerhalb von fünf Minuten. Dabei starben 72 Menschen, drei konnten von der Taiping gerettet werden. Das größere Schiff sandte ein Notsignal und der Kapitän versuchte, einen Fischereihafen auf der Nordseite von Baijie anzulaufen. Überlebende berichteten, dass Menschen panisch zu den Rettungsbooten rannten, welche von der Besatzung jedoch nicht herabgelassen wurden. Nach 15 Minuten explodierte der Kessel und das Schiff wurde manövrierunfähig; es sank etwa 45 Minuten nach der Kollision (gegen 00:30 Uhr) aufgrund der massiven Schäden am Rumpf, nur 500 Meter oder eine dreiminütige Bootsfahrt vom rettenden Ufer entfernt. Hätte der Kapitän stattdessen das flache Südufer der Insel angefahren, das zum Stranden geeignet war, wäre es womöglich nicht zu einer Katastrophe gekommen. Die meisten Passagiere und Crewmitglieder ertranken oder erfroren im eiskalten Wasser. Im Nachhinein konnten 932 Tote identifiziert werden. Weitere Schätzungen gehen von über 1500 Toten aus.
Nur etwa 50 Menschen überlebten das Unglück. Einige hatten sich an großen Holzkisten festgehalten, die zur Aufbewahrung von Fischen verwendet wurden. Nach Berichten von Überlebenden versuchten die Menschen auf den Kisten, auch andere zu retten, bei zu viel Last kippten die Kisten jedoch um und alle wurden ins Wasser geworfen. Schreie und Hilferufe aus dem dunklen Meer seien nach und nach verstummt. Der australische Zerstörer Warramunga, der auf dem Weg nach Nanjing war, um ein weiteres Evakuierungsboot zu ersetzen, hatte das SOS-Signal empfangen und vom Funker der Taiping Informationen über den Ort des Untergangs erhalten. Er passierte die Unfallstelle am frühen Morgen des 28. Januar. Der erste Überlebende, der sich an eine Planke klammerte, wurde beinahe übersehen, weil seine Arme zu steif waren, um zu winken. Der Zerstörer rettete insgesamt 30 Männer und fünf Frauen aus dem Wasser, darunter zwei Besatzungsmitglieder der Jianyuan. Eine Frau starb wenig später an der erlittenen Unterkühlung. Die Besatzung der Warramunga unter der Führung von Konteradmiral Lord Oldham berichtete, dass die Leichen vieler Babys und Kleinkinder im Wasser getrieben seien. Die Geretteten wurden versorgt und zurück nach Shanghai gebracht. Die übrigen Überlebenden wurden von Fischern von den Zhoushan-Inseln gerettet. Sie berichteten, dass keines der vielen anderen vorbeikommenden Schiffe sie aufgenommen habe. Nach dem Unglück fanden Fischer in der Nähe Schmuck, Buddhastatuen, Holzkisten mit Dokumenten und Baumwolle im Wasser schwimmend.

## Folgen
Bei der Katastrophe starben mehrere berühmte Persönlichkeiten, darunter der Musiker Wu Buchao, der ehemalige Präsident der Provinz Liaoning Xu Chen, der Präsident der Zeitung „Southeast Daily“ Lu Shuying, der Vater des berühmten Forensikers Henry Lee und die Familien weiterer wichtiger Politiker. Der Präsident des nationalen Konservatoriums für Musik, Wang Yi, war auf dem Schiff, um einen neuen Standort für das nach Taiwan umgezogene Konservatorium auszuwählen. Da die Taiping bei seiner Ankunft schon voll war, gab der dritte Steuermann für ihn seine Kabine auf.
Das Haus des Hauptaktionärs der Zhonglian Enterprise Company wurde noch am selben Tag von wütenden Angehörigen der Opfer verwüstet. Die Reederei in Shanghai wurde in einem Urteil des Shanghaier Gerichtshofs der Republik China zur Zahlung einer Entschädigung von 2,23 Millionen Yuan verurteilt. Kurze Zeit später wurde Shanghai jedoch von der Volksbefreiungsarmee besetzt. Die Versicherungsgesellschaft der Taiping, die Shanghai Huatai Insurance Company, meldete kurz nach dem Unglück Insolvenz an und die Zhonglian Enterprise Company musste die Entschädigung selbst tragen. Schließlich ging sie bankrott. Zwei Schiffe der Reederei, die in Festlandshäfen lagen, wurden von der Kommunistischen Partei beschlagnahmt, zwei weitere ihrer Dampfschiffe im Hafen von Kaohsiung verfielen anschließend. Wegen der hohen Inflation und der unsicheren wirtschaftlichen Lage bekamen die Hinterbliebenen statt Geld Naturalien als Entschädigung, unter anderem 80 kg Reis.

## Einordnung und Verarbeitung
Als Ursachen für die Katastrophe wurden in den Medien Überladung, Geschwindigkeitsüberschreitung und das Fahren einer nicht geplanten Abkürzung ausgemacht. Auch die durcheinander geladenen 600 Tonnen Stahlstangen könnten die Havarie verschlimmert haben. Es wurde auch spekuliert, dass der Untergang mit dem Bürgerkrieg zwischen der Kommunistischen Partei und der Kuomintang zusammenhängen könnte. Als Argumente wurden angeführt, dass der Rumpf des Schiffs nur 500 m vor der Küste explodiert sei, dass vier der fünf Reeder der China Union Company heimlich Mitglieder der Kommunistischen Partei waren und dass ein Passagier der dritten Klasse, der später ebenfalls als geheimes Mitglied der Kommunistischen Partei identifiziert wurde, sein Ticket von einem Parteigenossen erhalten hatte.
Weniger als zwei Monate zuvor, am 4. Dezember 1948, ereignete sich unter ähnlichen Umständen der Untergang der Kiang Ya mit mindestens 2000 Toten. Mit den geschätzt zwischen 1000 und 1500 Todesopfern gehörte die Havarie der Taiping wie die der Kiang Ya zu den opferreichsten Katastrophen der Zivilschifffahrt im 20. Jahrhundert; unter der Annahme von 1500 Toten würde sie auf Rang 6 überhaupt liegen. Vergleichbar schwere chinesische Schiffsunglücke seit den 1940ern waren noch die Katastrophe von Zhaoqing am 4. August 1975 (432 Tote beim Zusammenstoß zweier Flussfähren) und das Sinken der Dashun am 24. November 1999 (290 Tote beim Sinken während eines Sturms).

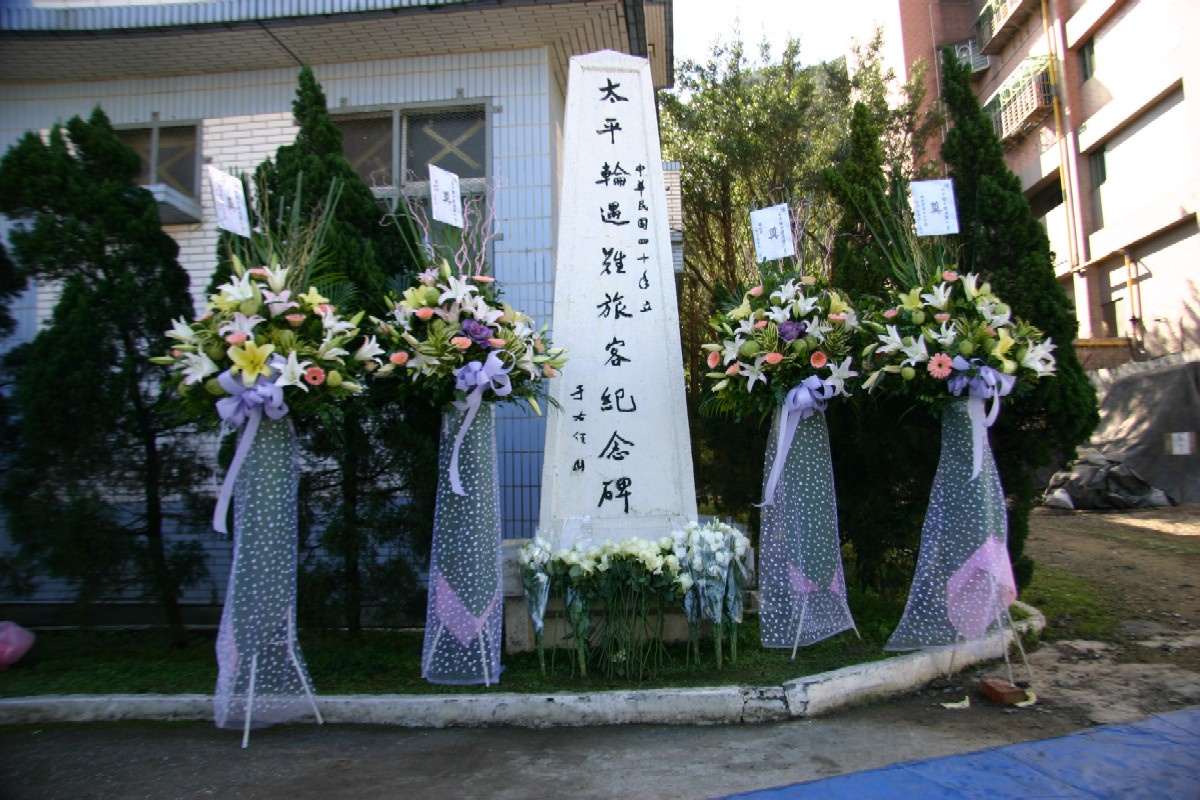
Denkmal für die Opfer der Taiping in Keelung

Aufgrund ihrer Rolle bei der Übersetzung von Immigranten wurde die Taiping mit der Mayflower verglichen, aufgrund der Anzahl der Todesopfer wurde sie auch als „chinesische Titanic“ bezeichnet. An der Marinebasis im Hafen von Keelung wurde 1951 ein Denkmal für die Todesopfer der Katastrophe errichtet. Es war nicht öffentlich zugänglich, erst 2018 verlegte das Verteidigungsministerium den Zaun und integrierte das Denkmal in einen neu geschaffenen Erinnerungspark für die Opfer der Taiping, der selbst Teil eines größeren Denkmalparks ist, in dem das Kulturministerium regelmäßig Gedenkveranstaltungen organisiert. Am 25. Mai 2010 fand auf einem Schiff am Ort des Untergangs eine Gedenkfeier mit Überlebenden und Hinterbliebenen statt.
Der zweiteilige Film The Crossing von Regisseur John Woo handelt von der Taiping und ihrem Untergang. In den Hauptrollen spielen Zhang Ziyi, Takeshi Kaneshiro und Song Hye-kyo. 2004 wurde der von der Demokratischen Fortschrittspartei und Phoenix Television produzierte Dokumentarfilm Die Suche nach der Taiping (尋找太平輪) über die Katastrophe gedreht. Ein weiterer Dokumentarfilm wurde 2012 von der Want Want Zhongshi Media Group produziert und von CTi News veröffentlicht.
Es wurden mindestens ein halbes Dutzend chinesische Bücher über die Katastrophe veröffentlicht.